# Soyuz T-14
Soyuz T-14 fue una misión espacial soviética tripulada realizada en una nave Soyuz T. Fue lanzada el 17 de septiembre de 1985 desde el cosmódromo de Baikonur mediante un cohete Soyuz hacia la estación Salyut 7 con tres cosmonautas a bordo.
La tripulación llevó experimentos, correo y otras cargas a la Salyut 7, mientras la Soyuz T-13 todavía permanecía acoplada a la estación. La duración de la misión, inicialmente planeada en seis meses, fue acortada debido al regreso de emergencia de la Soyuz T-14 por enfermedad de su comandante.

## Tripulación
- Vladimir Vasyutin (Comandante)
- Georgi Grechko (Ingeniero de vuelo)
- Alexander Alexandrovich Volkov (Especialista científico)

### Tripulación de respaldo
- Aleksandr Viktorenko (Comandante)
- Gennady Strekalov (Ingeniero de vuelo)
- Yevgeni Saley (Especialista científico)